# Chevery
Chevery est un village québécois du Golfe-du-Saint-Laurent, administrativement rattaché à la municipalité de Côte-Nord-du-Golfe-du-Saint-Laurent.

## Démographie
| 2011 | 2016 |
| ---- | ---- |
| 251  | 236  |

## Éducation
La Commission scolaire du Littoral administre l'École Netagamiou (francophone et anglophone) à Chevery.